# Shuler Hensley
Shuler Paul Hensley (Atlanta, 6 de Março de 1967) é um ator norte-americano.
Ficou mundialmente conhecido por interpreta o Monstro do Frankenstein no filme Van Helsing de 2004.

## Filmografia
- After.Life (Filme)[1]
- The Legend of Zorro (Filme)[1]
- Law & Order: Special Victims Unit (TV)[1]
- Van Helsing (Filme)[1]
- A Wedding for Bella (Filme)[1]